# Acanthermia samia
Acanthermia samia là một loài bướm đêm trong họ Noctuidae.